# Costanzo II Sforza
Giovanni Maria Sforza (Gradara, 24 de febrero de 1510 - Pesaro, 1512) también conocido como Costanzo II, fue el señor de Pésaro y Gradara desde la muerte de su padre en 1510 hasta su propia muerte a temprana edad en 1512.

## Biografía
Era el único hijo legítimo de Giovanni Sforza, señor de Pésaro, y su tercera esposa, Ginebra Tiepolo. Giovanni Sforza había sido el primer marido de Lucrecia Borgia, pero su matrimonio fue anulado en 1497 por su padre, el papa Alejandro VI, por supuesta no consumación debida a supuesta impotencia del marido.
En 1504, Giovanni Sforza se casó con Ginebra Tiepolo, un matrimonio que finalmente produjo un heredero varón en 1510. Sin embargo, Giovanni Maria quedó sin padre unos meses después de su nacimiento, cuando su progenitor murió el 27 de julio de 1510. Tras la muerte de Giovanni Sforza, Giovanni María se convirtió en Señor de Pésaro, bajo el nombre de Costanzo II. Como era un bebé, su tío paterno Galeazzo Sforza sirvió como regente.
Costanzo II murió en 1512, convirtiendo legalmente en heredero de su patrimonio a su tío paterno. Sin embargo, el papa Julio II decidió mantener el control sobre Pésaro, y no permitió que Galeazzo Sforza fuera investido con el título. De esta manera, Costanzo II fue efectivamente el último Señor Sforza de Pésaro. El papa Julio II le dio el título a su sobrino, Francesco Maria I della Rovere, duque de Urbino.